# Râul Runcu, Lotru
Râul Runcu este un curs de apă, al treizeci și doilea afluent de stânga al râului Lotru. 

## Generalități
Râul Runcu nu are afluenți semnificativi și trece doar prin localitatea Săliștea, unde se varsă în emisarul său, Lotru. 

## Hărți
- Harta Munților Lotrului  Arhivat în 6 mai 2008, la Wayback Machine.